# AirClub
AirClub war eine 2012 gegründete Luftfahrtallianz von  acht Fluggesellschaften (Stand Oktober 2017). Sie galt als erste und einzige Luftfahrtallianz von Geschäftsreise-Fluggesellschaften. Die Allianz verfügte über eine Flotte von mehr als 120 Flugzeugen. Der AirClub hatte seinen Sitz in Genf in der Schweiz.

## Mitglieder
Mit Stand Oktober 2017 hatte der AirClub folgende Mitglieder:
| Fluggesellschaft | Herkunft           | Logo                               | Beitritt | PAX                       | Flugzeuge |
| ---------------- | ------------------ | ---------------------------------- | -------- | ------------------------- | --------- |
| ACM Air Charter  | Deutschland        |                                    | 2012     | k. A.                     | 08        |
| Air Alsie        | Dänemark           | Air Alsie’s official company logo. | 2012     | 12.000 (2012)             | 17        |
| Air Hamburg      | Deutschland        |                                    | 2012     | k. A.                     | 54        |
| FLYINGGROUP      | Belgien            |                                    | 2012     | k. A.                     | 27        |
| GlobeAir         | Österreich         |                                    | 2012     | 6800 (2012)               | 11        |
| Jetflite         | Finnland           |                                    | 2016     |                           | 05        |
| Prime Jet        | Vereinigte Staaten |                                    | 2014     | k. A.                     | 11        |
| PrivatAir        | Schweiz            |                                    | 2012     | >1 Million (in 35 Jahren) | 050       |